# Josep Borràs i Messeguer
Josep Borràs i Messeguer (Reus, 1893) va ser un comerciant i polític català.
De molt jove va publicar a la revista Foc Nou, del Grup Modernista de Reus. Milità al Foment Nacionalista Republicà, col·laborant en el portaveu de l'entitat, Foment. Alcalde de Reus el 1934 va ser empresonat arran dels fets del sis d'octubre però va ser alliberat el febrer de 1935 i es va exiliar a Andorra. Va recuperar l'alcaldia breument el 1936, després de la dimissió de Martí Ballester i dels altres membres de la Lliga que ocupaven la casa de la vila. Els regidors que formaven el consell municipal d'abans del 6 d'octubre van prendre possessió del nou govern de la ciutat. Josep Borràs, que va retornar a Reus acompanyat d'una gran multitud de ciutadans que l'havien anat a rebre a l'estació, va situar-se al capdavant del consistori. Dimití a començaments d'agost d'aquell any, en no poder aturar la repressió contra la gent de dreta que es va desencadenar el 20 de juliol. El 24 de juliol, després d'haver-los detingut, van ser trobats morts el capità Fermín Cuervo, comandant militar de la ciutat, i un carlí molt conegut, Alfonso Navarro, màxim dirigent del Requeté provincial. L'alcalde Borràs, desolat, va intentar trobar-ne els autors sense aconseguir-ho. Va morir a l'exili de Mèxic en data desconeguda.